# Bed mig ej att synda
Bed mig ej att synda är en barnpsalm av predikanten i Helgelseförbundet Emil Gustafson. Texten består av fyra 4-radiga verser utan refräng. Texten är ej medtagen i Oscar Lövgrens Psalm- och sånglexikon 1964.

## Publicerad i
- Hjärtesånger 1895, som nr 252 under rubriken Barnsånger.